# La Marsa
Pour les articles homonymes, voir Marsa.
La Marsa ou El Marsa (arabe : المرسى  [ɪl'mærsˤɑ]) est une ville tunisienne située à 18 kilomètres au Nord-Est de Tunis. Elle constitue une municipalité comptant 92 987 habitants en 2014.
Elle est le lieu de résidence d'été des beys de Tunis du début du XIXe siècle à la déchéance de la monarchie en 1957. De cette époque, elle conserve, malgré plusieurs destructions de monuments, son cachet de banlieue cossue et reste une station balnéaire appréciée des Tunisois.

## Géographie

### Localisation
La Marsa fait partie de la banlieue Nord-Est de Tunis. Le territoire de la municipalité est limitrophe de ceux de cinq municipalités :
| Raoued    |          |               |
| La Soukra | La Marsa |               |
| Le Kram   | Carthage | Sidi Bou Saïd |

### Relief et géologie
La ville s'étire entre la falaise de cap Gammarth au Nord et le djebel El Manar (ou Menara) qui culmine à 126 mètres au Sud. Le relief de la ville est accidenté autour de ces deux extrémités et vers les côtes, mais il est plat à l'intérieur des terres.

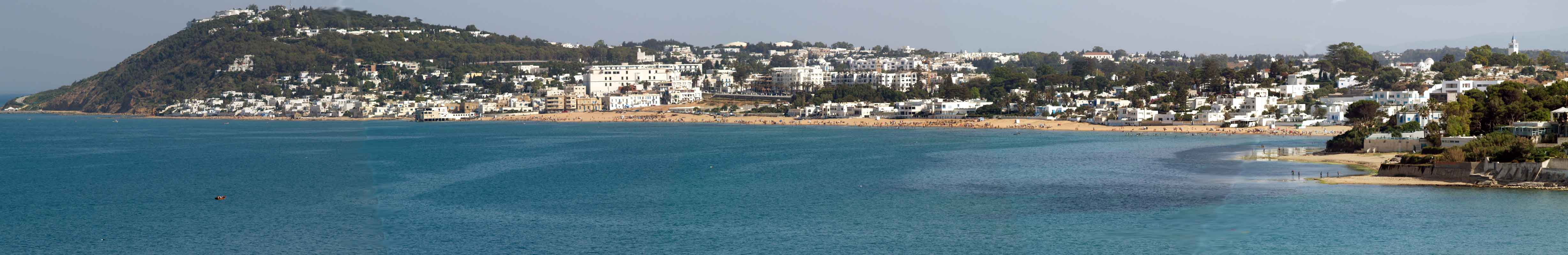
Panorama de la baie de La Marsa.

### Hydrographie
Le golfe de Tunis borde La Marsa au Nord et à l'Est, entre le cap Gammarth au Nord et le cap Carthage au Sud.
Au Nord-Ouest se trouve la sebkha Ariana, séparée de la mer par un cordon dunaire entre le Nord de Gammarth et Raoued.

### Voies de communication et transports
- Transport en commun :
  - Deux stations de la ligne de chemin de fer TGM se trouvent sur son territoire : Marsa-Plage et La Corniche.
  - De nombreuses lignes d'autobus de la Société des transports de Tunis desservent la ville.
- Voies routières : Elle est traversée par la RN9, la RN10, la RR23 et la RR33.
- Voies cyclables : Elle ne dispose d'aucun aménagement cyclable.

## Toponymie
Le nom de La Marsa provient de l'arabe Marsa ou Mers qui désigne un port ou un mouillage.

## Histoire

### Période antique
L'histoire de la ville remonte à l'époque punique où son premier noyau appartient au quartier de Mégara, faubourg de la cité punique de Carthage. En raison de son nom, des archéologues ont cru pouvoir y situer les ports puniques de Carthage, comme l'avait d'ailleurs affirmé Léon l'Africain. Mais, si la baie de La Marsa a parfois servi de mouillage, comme en 1856 pour le débarquement des troupes tunisiennes envoyées par Sadok Bey en Crimée, rien n'est encore venu confirmer l'existence d'un port à cet emplacement.

### Période médiévale
Peu après la conquête arabe, on y érige un ribat, où des hommes pieux montent la garde et enseignent à partir du XIIe siècle le soufisme, et où sont inhumés quelques marabouts célèbres.

### Période hafside
Au début du XVIe siècle, le souverain hafside Abû `Abd Allâh Muhammad al-Mutawakkil choisit cette localité pour résidence estivale et y fait bâtir trois palais au sein d'un parc situé en plein centre. Ces trois palais appelés Abdellia vont constituer les principales demeures princières jusqu'au XIXe siècle.
La ville est en outre mentionnée par le chroniqueur espagnol Luis del Mármol Carvajal, à l'occasion de la conquête de Tunis en 1535. Ainsi, on apprend que les soldats de Charles Quint ont saccagé La Marsa. Elle est décrite comme abritant les jardins du roi de Tunis et plusieurs résidences. Une grande partie des bâtiments ont survécu aux différents passages des armées espagnoles et turques au XVIe siècle.

### Période beylicale
Aux XVIIe siècle et XVIIIe siècle, la palais Abdellia continue à servir comme résidence d'été, ou même comme refuge, aux beys mouradites et husseinites.
Le climat conjugué aux paysages de falaises rocheuses, forêts de pins et orangeraies en font vite un lieu prisé des dignitaires, savants, bourgeois et artistes qui suivent la famille régnante. Car, dès le début du XIXe siècle, les beys de Tunis font ériger de nombreux palais où ils s'installent de mai à septembre : Mohammed Bey fait construire Dar al-Taj vers 1855 avant que son successeur n'entame la construction d'un pavillon dominant la plage, Koubet El Haoua, destiné à dissimuler les baignades de la famille régnante. De même, sous le règne de Naceur Bey, est construit le palais Essaâda à l'intention de son épouse Lalla Kmar, une odalisque circassienne qui épousa trois beys successifs.
D'autres princes se font construire des palais dans plusieurs endroits de la ville en plus des résidences offertes aux familles alliées telles que Dar El Kamila.
La Marsa est habitée par des agriculteurs et recherchée par les notables citadins tunisois. La localité connaît alors un essor rapide au XIXe siècle et à l'aube du XXe siècle, quelques dignitaires et riches choisissant la cité pour élever de luxueuses résidences de style arabo-musulman et italianisant au milieu des vergers et jardins ou même pour acquérir des demeures de notables étrangers résidant en Tunisie.
Centre du pouvoir pendant une partie de l'année, la ville attire vite ambassades et consulats dans le centre ou le long de la côte en direction de Gammarth, certaines bénéficiant de demeures beylicales délaissées comme les représentants français et britanniques.

Ainsi, la présence de hautes personnalités tunisiennes et étrangères contribue à l'essor de la localité. Henry Dunant, fondateur de la Croix-Rouge en visite en Tunisie en 1858, décrit la localité dans sa Notice sur la régence de Tunis : 
« Lorsqu'un étranger arrive à La Marse, tout lui annonce et lui fait sentir qu'il approche de la résidence d'un souverain d'Orient. L'animation règne aux abords du palais : ce sont les carrosses des grands de la cour, traînés par des chevaux ou des mules de prix, et conduits par des nègres à la livrée orientale ; ce sont des officiers, les généraux à cheval, les serviteurs du prince ou des Maures en grand costume ; les consuls européens dans leurs voitures ; les étrangers, les voyageurs, sans compter les caravanes d'Arabes, de Maltais, de Juifs ; ou des chameaux, des muletiers et des attelages de toute espèce et de toute sorte, qui vont et viennent de Tunis à La Marse. »
Le 8 juin 1883, c'est dans cette ville que sont signées les conventions de La Marsa qui renforcent le contrôle des autorités françaises sur le jeune protectorat. Elle est érigée en municipalité en 1912.

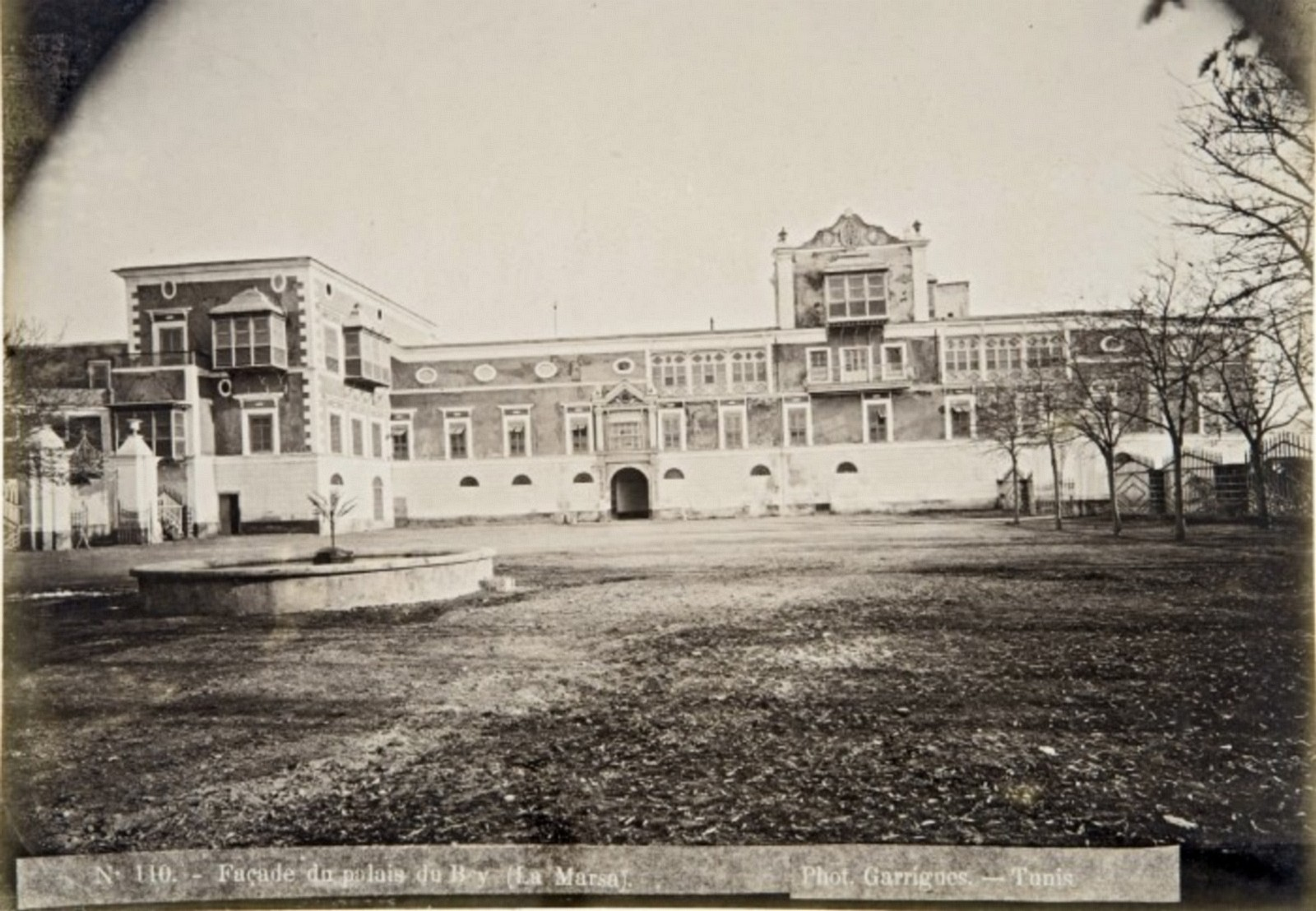
Façade du palais beylical de La Marsa vers 1880.
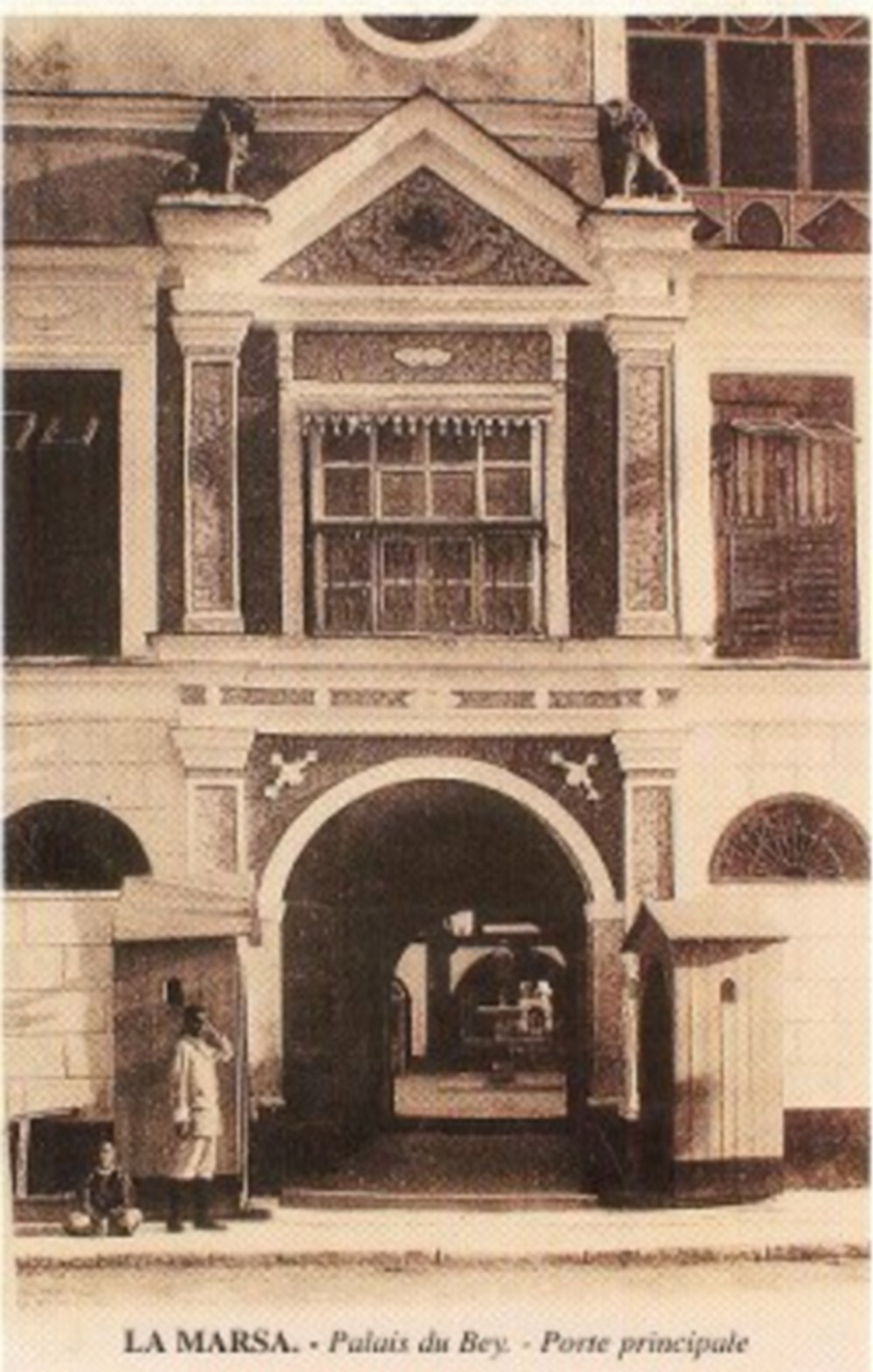
Entrée principale du palais beylical de La Marsa.
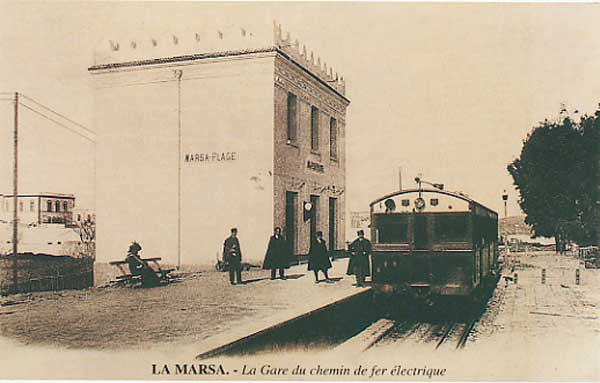
Gare du TGM à La Marsa vers 1910.

### Tunisie indépendante
Après l'indépendance de la Tunisie en 1956, la ville voit la destruction de palais beylicaux et de l'ancien souk.

## Politique et administration

### Rattachements administratifs et électoraux
La Marsa est à la fois une municipalité et une délégation. Elle est rattachée au gouvernorat de Tunis.
Elle est également rattachée à la deuxième circonscription électorale de Tunis.

### Découpage administratif
La municipalité de La Marsa est divisée en quatre arrondissements : La Marsa, Gammarth, Sidi Daoued (ou Sidi Daoud) et Cité Er-Riadh (ou Cité Erriadh).

### Tendances politiques et résultats
À la suite des élections municipales de 2018, les trente sièges du Conseil municipal se répartissent comme suit : onze membres de liste « La Marsa change », sept de la liste « Les couleurs de La Marsa », cinq du parti Nidaa Tounes, quatre du parti Ennahdha, deux membres de la liste indépendante « Espoir de La Marsa » et un membre du Courant démocrate.

### Liste des maires
| Période       | Période       | Identité            | Étiquette          | Qualité                                                          |
| ------------- | ------------- | ------------------- | ------------------ | ---------------------------------------------------------------- |
|               | novembre 2010 | Mohamed Kamel Salhi | RCD                |                                                                  |
| novembre 2010 | avril 2011    | Mohamed Bousaid     | RCD                |                                                                  |
| avril 2011    | juin 2011     | Nadia Ben Hamouda   | -                  | Désignée par le gouvernement à la tête de la délégation spéciale |
| juin 2011     | juillet 2018  | Mohamed Riahi       | -                  | Désigné par le gouvernement à la tête de la délégation spéciale  |
| juillet 2018  | novembre 2019 | Slim Meherzi        | Liste indépendante |                                                                  |
| novembre 2019 | en cours      | Moez Bouraoui       | Liste indépendante |                                                                  |

## Urbanisme

### Quartiers et lieux-dits
- Bhar Lazreg
- Cité Er-Raabi
- Cité Er-Riadh
- Cité El Habib
- Cité des Juges
- Cité Khalil
- Ettabek
- Gammarth Supérieur
- Gammarth Touristique
- Gammarth Village
- Jbel Khaoui
- Lahouèche
- Marsa Corniche
- Marsa Cube
- Marsa Enassim (Faden Dakhli)
- Marsa les Pins (El Maalaga)
- Marsa Plage
- Marsa Résidence
- Marsa Saada
- Marsa Ville
- Sidi Daoud

### Espaces verts
- Forêt de Gammarth ;
- Forêt de Sidi Dhrif ;
- Jardin du palais Essaâda.

## Population et société

### Démographie
| Arrondissement                                | Nombre de logements | Nombre de ménages | Nombre d'hommes | Nombres de femmes | Total  |
| --------------------------------------------- | ------------------- | ----------------- | --------------- | ----------------- | ------ |
| La Marsa                                      | 11 960              | 9 679             | 15 767          | 16 044            | 31 811 |
| Gammarth                                      | 4 524               | 3 334             | 6 606           | 6 432             | 13 038 |
| Sidi Daoud                                    | 8 865               | 6 654             | 12 657          | 12 127            | 24 784 |
| Cité Er-Riad                                  | 7 838               | 6 395             | 11 610          | 11 744            | 23 354 |
| Total - Municipalité de La Marsa              | 33 187              | 26 062            | 46 640          | 46 347            | 92 987 |
| Sources : Institut national de la statistique |                     |                   |                 |                   |        |

### Enseignement
La Marsa accueille plusieurs établissements universitaires et scolaires dont l'École polytechnique de Tunisie, l'Institut préparatoire aux études scientifiques et techniques, le lycée français Gustave-Flaubert et le lycée Marsa-Saada.

### Culture
La Marsa abrite plusieurs établissements culturels dont de nombreuses galeries d'art, deux salles de cinéma et une bibliothèque publique.

### Santé
La Marsa héberge plusieurs établissements médicaux, soit l'hôpital des forces de sécurité intérieure, l'hôpital Mongi-Slim, la clinique Sidi Salah et la clinique El Amen.

### Sport
- Club sportif : le club omnisports de l'Avenir sportif de La Marsa est le principal club sportif de la ville. La section de football évolue en Ligue I.
- Équipements sportifs :
  - Stade Abdelaziz-Chtioui, le stade de la ville ;
  - Complexe sportif Raja-Haider ;
  - Complexe sportif de Marsa Plage, comprenant la piscine municipale ;
  - Complexe sportif en construction à Bhar Lazreg[15].

### Cultes
- Culte musulman : Il existe de nombreux lieux de culte.
- Culte israélite : Il existe un lieu de culte ouvert l'été uniquement, à savoir la synagogue Keren Yéchoua.

## Économie

### Tourisme
Le point fort de l'économie marsoise réside dans le tourisme, avec la zone de Gammarth et ses ensembles résidentiels, hôtels, centres de thalassothérapie, restaurants et boîtes de nuit. Le quartier Saf-Saf, au cœur de Marsa Plage, est le haut-lieu d'animation de la ville et attire de nombreux Tunisois en saison estivale.

### Commerce
Il existe deux centres commerciaux à La Marsa : Carrefour à Sidi Daoud et le Zéphyr à Marsa Plage.

## Patrimoine

### Palais et résidences
- Koubet El Haoua, construit pour dissimuler les baignades de la famille régnante et monument classé ;
- Palais Abdellia, construit en 1500 et témoin de l'architecture hafside ;
- Palais d'Ahmed Bey dont seuls les appartements privés du bey subsistent encore de nos jours ;
- Dar El Kamila, résidence de l'ambassadeur de France au cœur d'un parc de 3,5 hectares ;
- Palais Essaâda, qui abrite de nos jours l'hôtel de ville ;
- Résidence de l'ambassadeur du Royaume-Uni dans un ancien palais ;
- Saniet Ben Achour, du nom de Mohamed Tahar Ben Achour qui y a vécu.

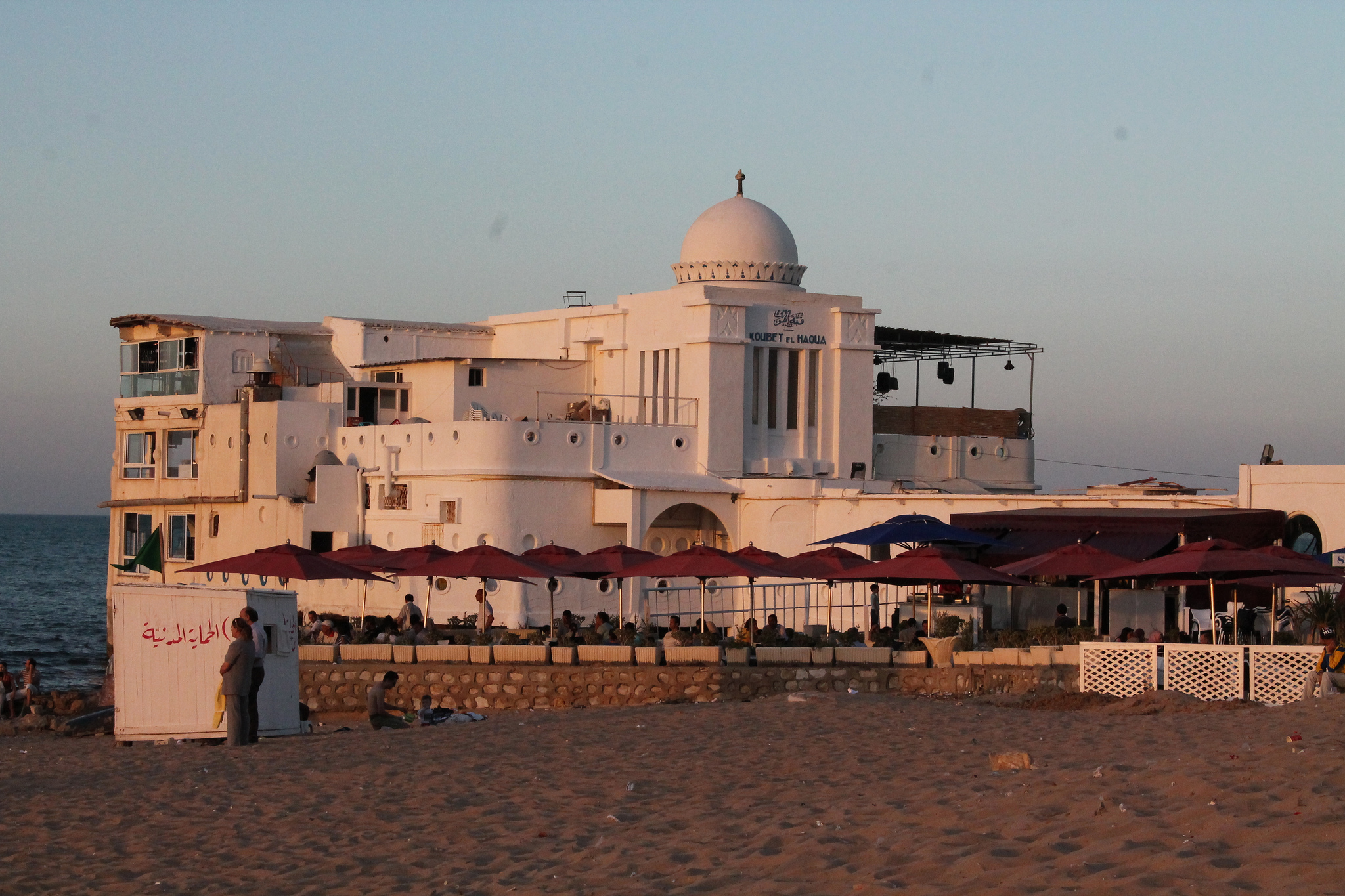
Koubet El Haoua.
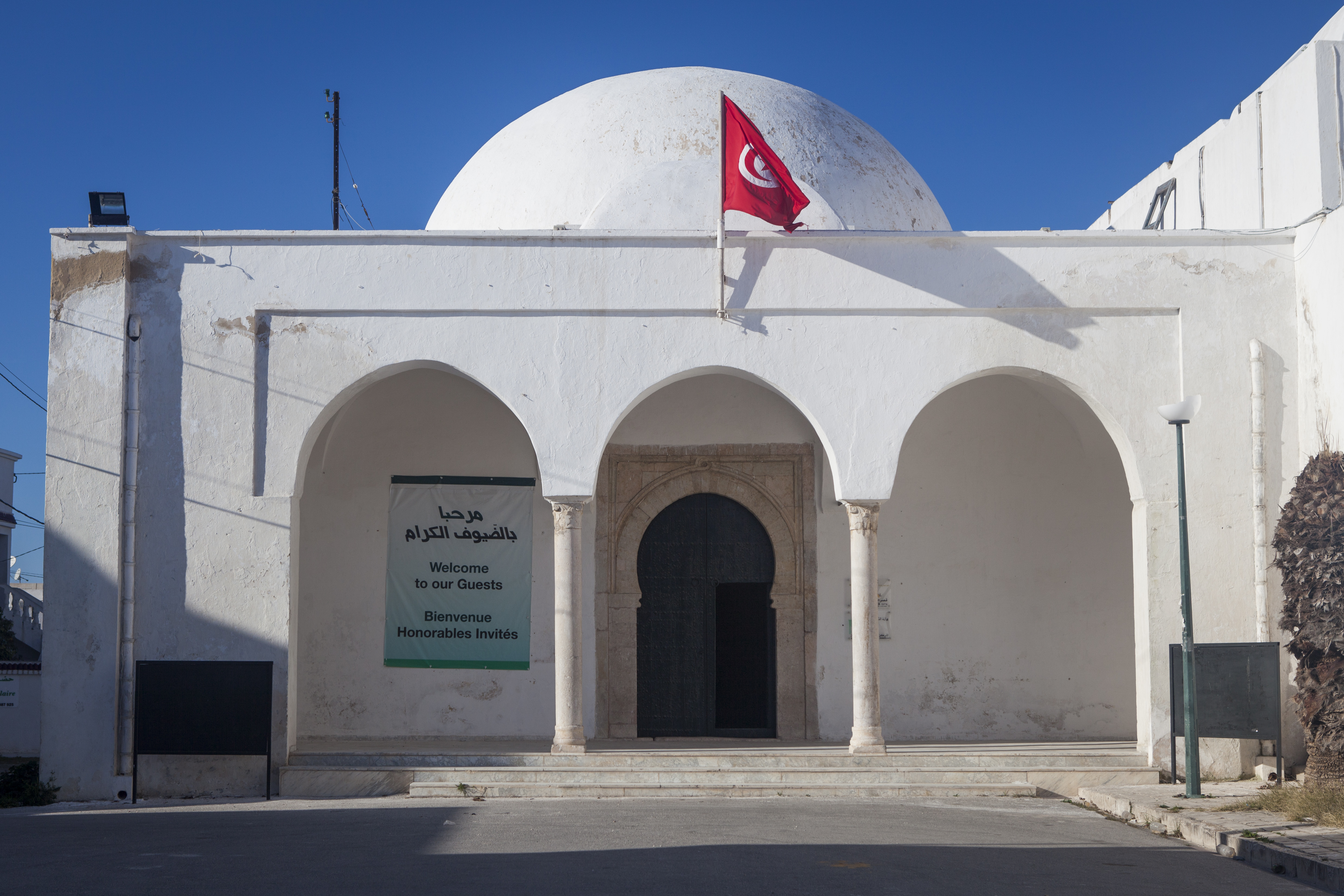
Palais Abdellia.
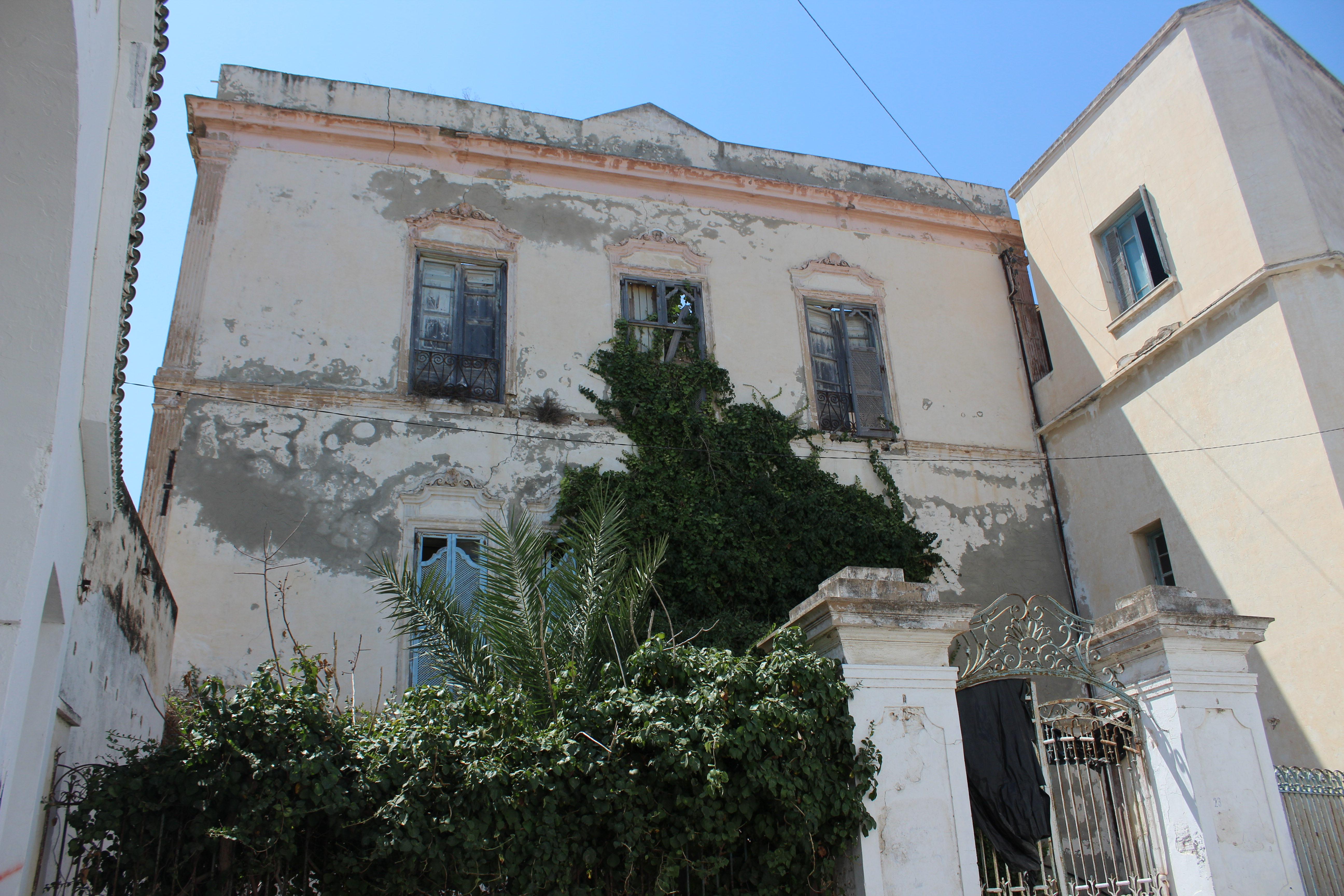
Palais d'Ahmed Bey.
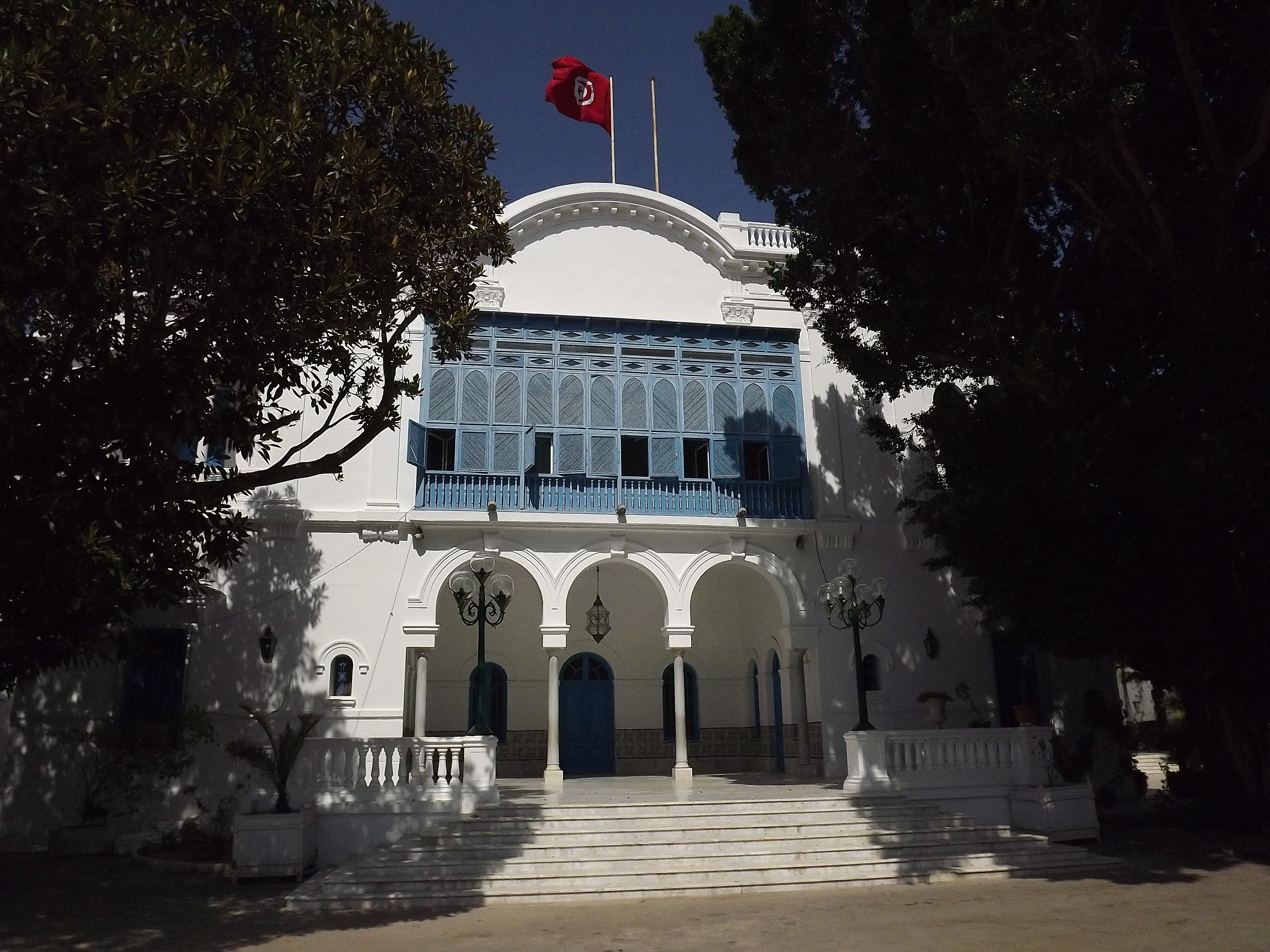
Palais Essaâda.

### Patrimoine religieux

#### Mosquées
La plus grande mosquée marsoise est la mosquée El Ahmadi, construite par Ali III Bey, vraisemblablement sur les bases d'une ancienne mosquée hafside, avant d'être agrandie par Ahmed II Bey qui lui donne son nom. De nos jours, il s'agit de la mosquée centrale de la ville.
La Marsa compte de nombreuses autres mosquées, notamment la mosquée de Sidi Ahmed Bousalsla, dont le mzar se situe au bord de la rue Hédi-Chaker, la mosquée Sidi Abdelaziz ou encore la mosquée de la Cité des Juges.

#### Autres lieux de culte
- Cimetière Sidi Abdelaziz, du nom du saint patron de la ville de La Marsa, qui aurait été un disciple du maître soufi andalou Ibn Arabi[3] et dont la zaouïa s'y trouve, ainsi que le mausolée de Sidi Ali Bouriga, celui de Sidi Cherif et le tombeau de Sidi Salah[17] ;
- Église de La Marsa ;
- Synagogue Keren Yéchoua, fondée en 1927 et qui continue d'accueillir le culte durant l'été.

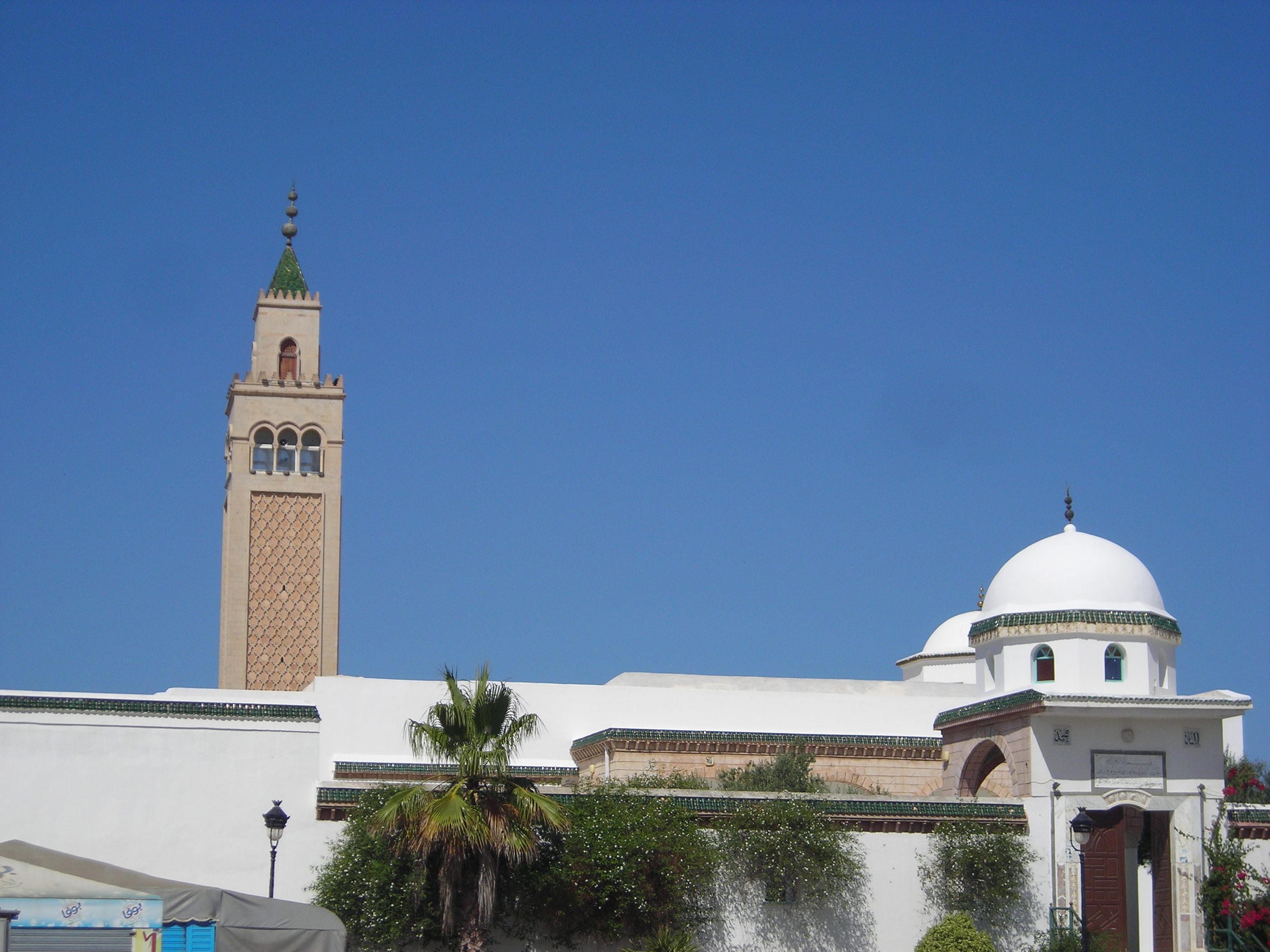
Mosquée El Ahmadi.
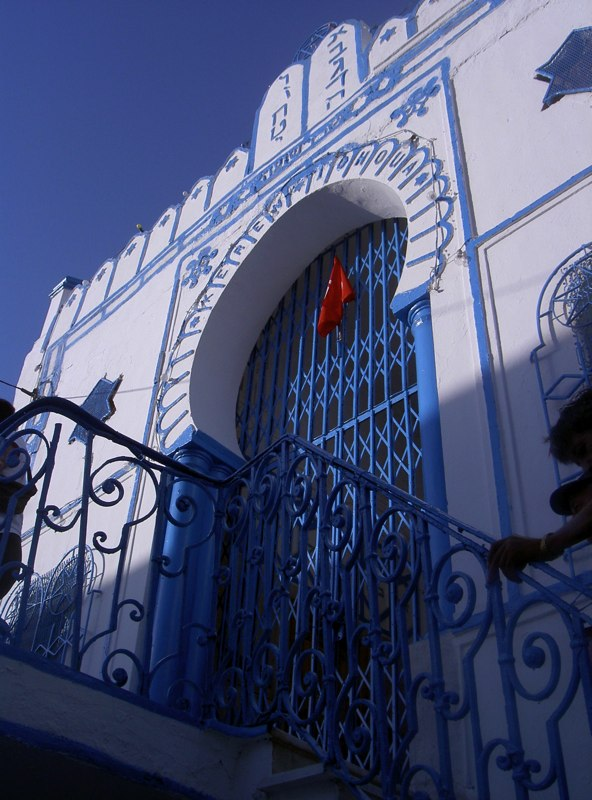
Synagogue Keren Yéchoua.

### Autres lieux
Sans doute né à la fin du XIXe siècle, le café Saf-Saf est un lieu mythique qui préserve les traditions du savoir-vivre tunisois selon Ridha Kéfi. Doté d'un puits public datant de l'époque des Hafsides et où les caravaniers venaient se rafraîchir et abreuver leurs bêtes, il accueille durant les années 1950 et 1960 les peintres Yahia Turki, Jellal Ben Abdallah ou Noureddine Khayachi venus y peindre les atmosphères particulières du lieu. Dans les premières années de l'indépendance, Ali Riahi ou Safia Chamia viennent souvent y chanter et l'endroit fait même l'objet d'une chanson de Naâma intitulée El Bir Wessafsaf Wennaoura. Désormais, c'est un café populaire qui a été préservé de la boulimie des promoteurs immobiliers. Le journal français Le Monde l'avait qualifié de « plus beau café du monde ».
- Cimetière militaire français de Gammarth ;
- Mairie d'arrondissement de Marsa Ville, de style néo-mauresque ;
- Porte d'honneur du Saniet Khaznadar, une porte cintrée blanchie à la chaux et ornée d'un fronton entre deux colonnes maçonnées ;
- Station-terminus de la ligne TGM, Marsa-Plage, de style néo-mauresque.

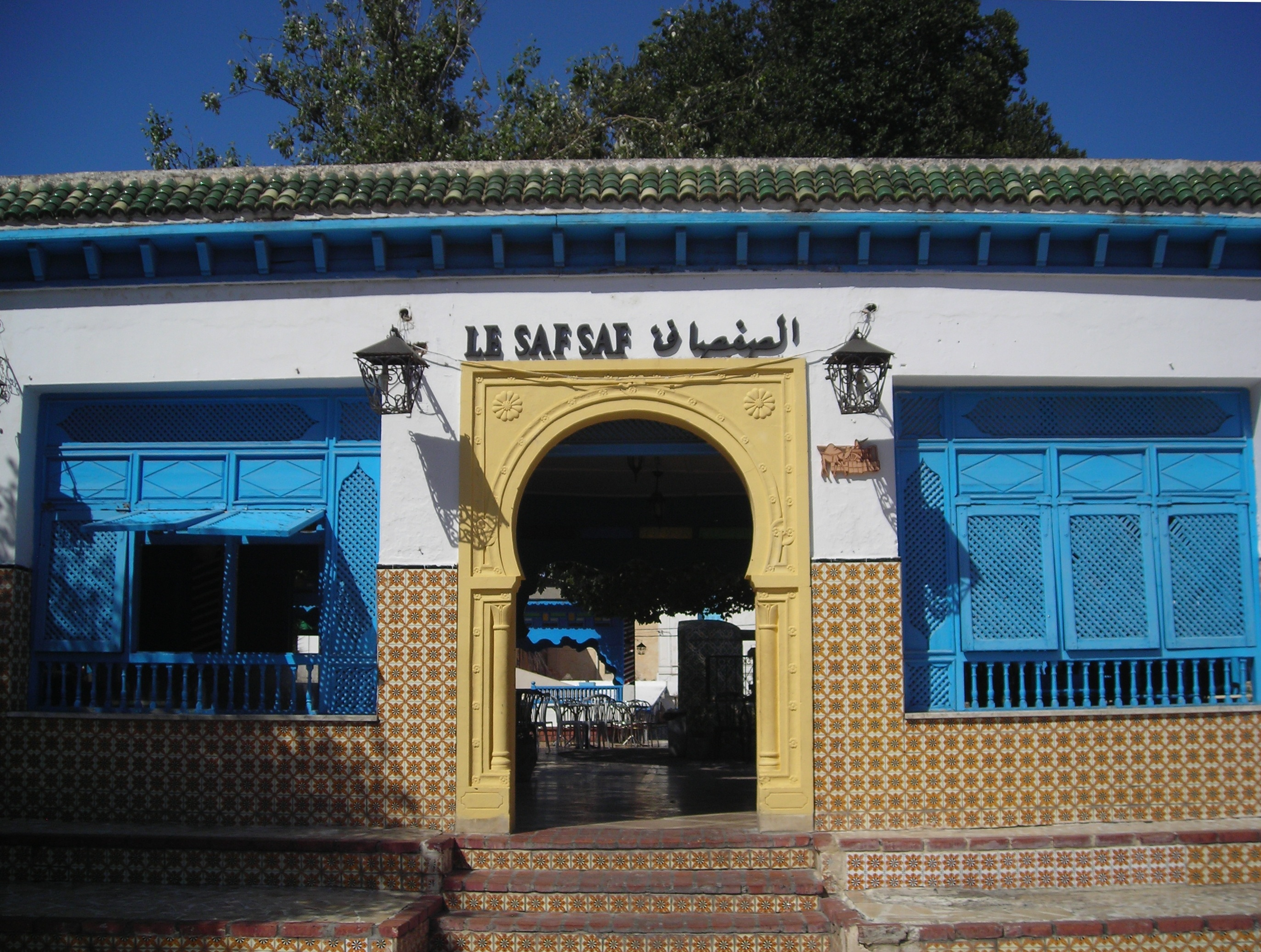
Café Saf-Saf.
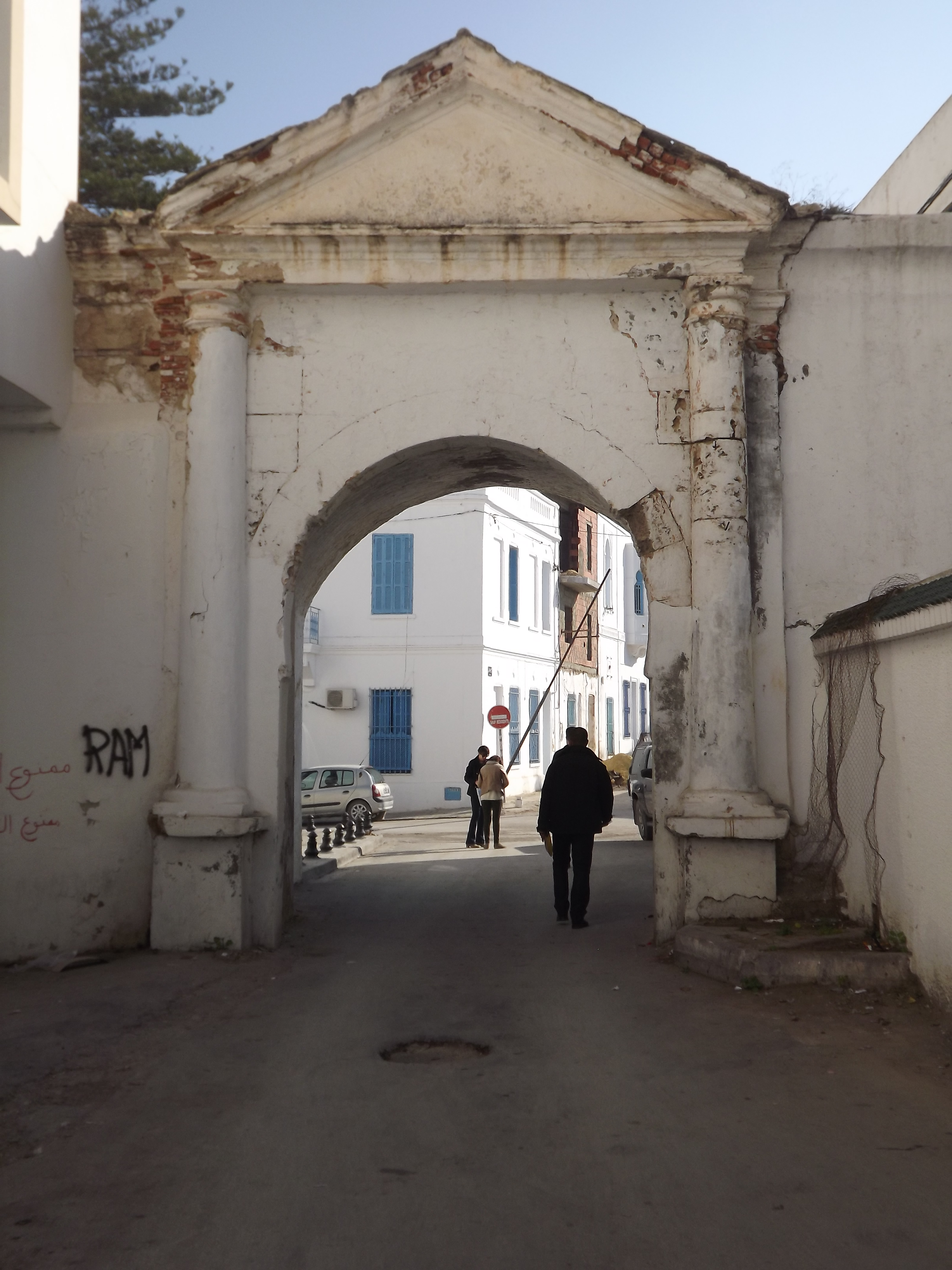
Porte d'honneur du Saniet Mohamed Khaznader.
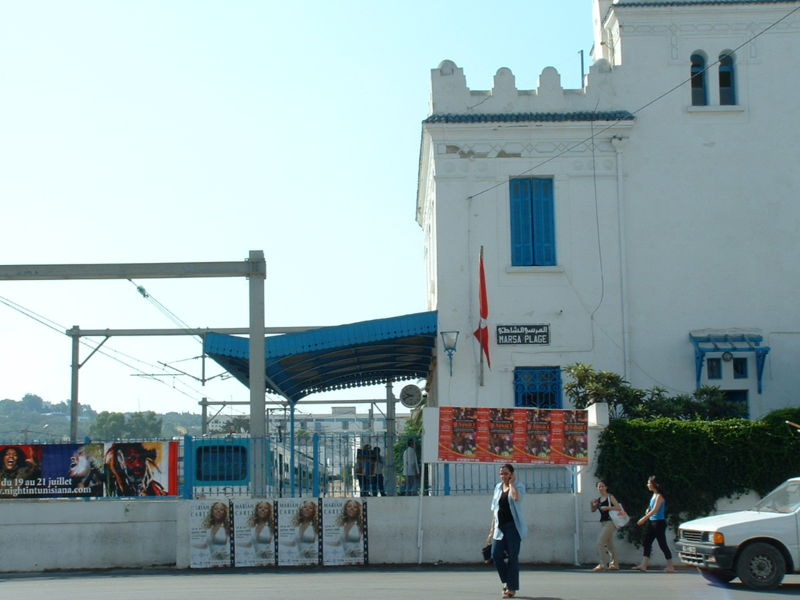
Station Marsa-Plage.

### Monuments et lieux disparus
- Dar al-Taj, palais beylical détruit après l'indépendance ;
- Fondouk Chérif détruit, après l'indépendance et qui se situait entre le boulevard du front de mer et la plage ;
- Palais d'Ahmed Bey, parfois appelé palais du Saf-Saf, a perdu sa salle du trône, sa cour d'honneur et de nombreuses parties, et seul subsiste encore une partie qui correspond aux appartements privés du bey ;
- Palais de Mohamed Khaznadar, détruit en 1961 et dont seule la porte d'honneur du domaine (Saniet Khaznadar), qui se situait entre le palais d'Ahmed Bey et la côte, existe de nos jours ;
- Palais Mustapha Bey, partiellement détruit en 2008 ;
- Saniet Hammouda Bey, détruit en 1964 par la municipalité ;
- Saniet Taïeb Bey, du nom du frère de Sadok Bey, appelé aussi Saniet Bordgane.

### Œuvres artistiques et littéraires liées à la ville
Dans Salammbô, Gustave Flaubert y fait se dérouler un festin offert par Hamilcar Barca à ses soldats.